# Гражданкин, Иван Евдокимович
Иван Евдокимович Гражданкин (10 апреля 1910, Кандауровка, Самарская губерния — 6 октября 1976, Зотинский сельсовет, Курганская область) — комбайнер зерносовхоза «Петуховский» Петуховского района Курганской области, Герой Социалистического Труда.

## Биография
Иван Гражданкин родился 10 апреля 1910 года в крестьянской семье в селе Кандауровка Курманаевской волости Бузулукского уезда Самарской губернии, ныне село — административный центр Кандауровского сельсовета Курманаевского района Оренбургской области.
В 1927 году окончил 6 классов семилетней школы и пошел работать. В 1929 году стал трактористом зерносовхоза «Известия ВЦИК» в селе Булатовка Абдулинского района Средневолжского края (ныне Оренбургская область).
С 1933 года жил и работал в Петуховском районе современной Курганской области механизатором в совхозе «Петуховский» (третье отделение совхоза, затем преобразованное в совхоз «Раздолье»).
С 1948 года член ВКП(б), в 1952 году партия переименована в КПСС.
Из восьмерых детей в семье Гражданкиных семеро — дочки. Они всегда помогали отцу в поле. Старшая Татьяна, например, работала на комбайне с отцом. За высокие производственные результаты была награждена орденом Ленина. Ни в чём не уступала мужчинам-механизаторам. Зная, как не хватает механизаторов на селе, особенно в уборочную страду Гражданкин после долгих подсчетов, раздумий, советов с механиком — решил работать на сцепе из двух комбайнов «С-1» и «С-6», обучив своих дочерей Таисию и Валентину помощниками. Так трудились на сцепе семейным экипажем 11 лет, добиваясь из года в год высоких показателей, намолачивая по 15-18 тысяч центнеров зерна. В уборочную 1951 года семейный экипаж за 35 рабочих дней сцепом двух комбайнов «Сталинец-1» и «Сталинец-6» с убранной площади намолотил 13644 центнера зерна. Орденом Ленина награждена дочь Антонина Ивановна Гражданкина (Шевелёва).
Указом Президиума Верховного Совета СССР от 30 мая 1952 года в соответствии с Указом Президиума Верховного Совета СССР от 27 апреля 1950 года за достижение высоких показателей по уборке и обмолоте зерновых культур в 1951 году Гражданкину Ивану Евдокимовичу присвоено звание Героя Социалистического Труда с вручением ордена Ленина и Золотой медали «Серп и Молот».
Работая на тракторе или на комбайне, всегда стремился добиться наивысшей выработки, а для этого самым тщательным образом следил за машинами. Его комбайн СК-3 без единого ремонта проработал 5 лет. Постоянно применял что-то новенькое, необычное в работе сельскохозяйственной техники. Так, несмотря на критику и недоверие многих механизаторов, он переоборудовал свой комбайн СК-3 для сеноподборки и доставил только за один сезон на сеносклад 4 тысячи центнеров кормов, заменяя каждый день тяжелый труд 40 человек.
В результате реорганизации Петуховского зерносовхоза в 1965 году выделилось четыре хозяйства, в том числе и совхоз «Раздолье» (Зотинский сельсовет), в котором продолжил трудовую деятельность Иван Евдокимович Гражданкин.
Всего хлебороб провел 45 жатв. Причем ни одна не была рядовой. Каждая была ударной, производительной. В 1969 году комбайнер подобрал 722 гектара зерновых, в 1970 скосил 812, в 1971—784.
В 1970 году ушел на заслуженный отдых, но каждую весну в период посевной он выходил в поле, чтобы проконтролировать качество обработки почвы, чтобы дать совет молодому механизатору. В осеннюю же жатву садился на свой СК-4, который верой и правдой служил ему без капитального ремонта с 1965 года.
Активно занимался общественной работой, был членом районного и областного комитетов КПСС, депутатом областного Совета депутатов трудящихся.
Иван Евдокимович Гражданкин умер 6 октября 1976 года <где?>.

## Награды
- Герой Социалистического Труда, 30 мая 1952 года
  - Орден Ленина № 208202
  - Медаль «Серп и Молот» № 6239
- Медаль «За трудовое отличие», 7 июня 1951 года
- Юбилейная медаль «За доблестный труд. В ознаменование 100-летия со дня рождения Владимира Ильича Ленина», 1970 год
- Медаль «За доблестный труд в Великой Отечественной войне 1941—1945 гг.»
- Большая золотая и серебряная медали ВСХВ
- Знак «Ударник стахановского похода».
- Знак «Ударник коммунистического труда»

## Семья
- Сын и семь дочерей, в т.ч. Татьяна, Таисия, Валентина и Антонина Шевелёва.